# Eyjeaux
Eyjeaux is een gemeente in het Franse departement Haute-Vienne (regio Nouvelle-Aquitaine) en telt 1142 inwoners (2005). De plaats maakt deel uit van het arrondissement Limoges.

## Geografie
De oppervlakte van Eyjeaux bedraagt 24,4 km², de bevolkingsdichtheid is 46,8 inwoners per km².
De onderstaande kaart toont de ligging van Eyjeaux met de belangrijkste infrastructuur en aangrenzende gemeenten.

## Demografie
Onderstaande figuur toont het verloop van het inwonertal (bron: INSEE-tellingen).